# 1. česká futsalová liga 1996/1997
V soubojích 5. ročníku 1. české futsalové ligy 1996/97 se utkalo 16 týmů dvoukolovým systémem podzim - jaro. Nováčky soutěže se staly týmy AC Čepo Poruba (vítěz 2. ligy), Ajax Sebald Cheb (2. místo ve 2. lize) a Ebárna boys Kladno (3. místo ve 2. lize). Sestupujícími se staly týmy Ajax Sebald Cheb, SKMF Dekora Hlinsko, AC Čepo Poruba a Ebárna boys Kladno. Vítězem soutěže se stal tým FC Mikeska Ostrava.

## Kluby podle krajů
- Praha (2): CF Damned Praha, DFC Praha
- Středočeský (1): Ebárna boys Kladno
- Jihočeský (1): TK Rumpál Prachatice
- Karlovarský (1): Ajax Sebald Cheb
- Ústecký (1): Combix Ústí nad Labem
- Královéhradecký (1): Plumbum Hradec Králové
- Pardubický (2): SKMF Dekora Hlinsko, 1. FC Nejzbach Vysoké Mýto
- Vysočina (1): EMKO Havlíčkův Brod
- Zlínský (1): Ajax Novesta Zlín
- Moravskoslezský (5): Slovan Havířov, CC LKW Jistebník, IFT Computers Ostrava, FC Mikeska Ostrava, AC Čepo Poruba

## Konečná tabulka
Zdroj: 
| Poř. | Tým                        | Z  | V  | R | P  | VG  | OG  | B  |
| ---- | -------------------------- | -- | -- | - | -- | --- | --- | -- |
| 1.   | FC Mikeska Ostrava         | 30 | 25 | 2 | 3  | 210 | 95  | 77 |
| 2.   | CC LKW Jistebník           | 30 | 25 | 1 | 4  | 183 | 60  | 76 |
| 3.   | Ajax Novesta Zlín          | 30 | 24 | 0 | 6  | 164 | 84  | 72 |
| 4.   | DFC Praha                  | 30 | 23 | 0 | 7  | 185 | 117 | 69 |
| 5.   | 1. FC Nejzbach Vysoké Mýto | 30 | 18 | 3 | 9  | 214 | 151 | 57 |
| 6.   | IFT Computers Ostrava      | 30 | 18 | 2 | 10 | 201 | 149 | 56 |
| 7.   | Plumbum Hradec Králové     | 30 | 14 | 3 | 13 | 122 | 131 | 45 |
| 8.   | CF Damned Praha            | 30 | 10 | 3 | 17 | 170 | 172 | 33 |
| 9.   | EMKO Havlíčkův Brod        | 30 | 9  | 5 | 16 | 157 | 180 | 32 |
| 10.  | Slovan Havířov             | 30 | 9  | 5 | 16 | 98  | 146 | 32 |
| 11.  | Combix Ústí nad Labem      | 30 | 10 | 2 | 18 | 140 | 166 | 32 |
| 12.  | Ajax Sebald Cheb           | 30 | 9  | 3 | 18 | 133 | 203 | 30 |
| 13.  | TK Rumpál Prachatice       | 30 | 8  | 5 | 17 | 133 | 203 | 29 |
| 14.  | SKMF Dekora Hlinsko        | 30 | 9  | 2 | 19 | 130 | 182 | 29 |
| 15.  | AC Čepo Poruba             | 30 | 5  | 2 | 23 | 122 | 199 | 17 |
| 16.  | Ebárna boys Kladno         | 30 | 3  | 4 | 23 | 102 | 241 | 13 |

Poznámky
- Z = Odehrané zápasy; V = Vítězství; R = Remízy; P = Prohry; VG = Vstřelené góly; OG = Obdržené góly; B = Body

|  | Vítěz ligy                          |
|  | Sestup do příslušné skupiny 2. ligy |

## Vítěz
| 1. celostátní liga 1996/97 FC Mikeska Ostrava (1. titul) |